# Tom Bladon
Thomas George "Tom" Bladon, född 29 december 1952, är en kanadensisk före detta professionell ishockeyback som tillbringade nio säsonger i den nordamerikanska ishockeyligan National Hockey League (NHL), där han spelade för ishockeyorganisationerna Philadelphia Flyers, Pittsburgh Penguins, Edmonton Oilers, Winnipeg Jets och Detroit Red Wings. Han producerade 270 poäng (73 mål och 197 assists) samt drog på sig 392 utvisningsminuter på 610 grundspelsmatcher. Bladon spelade också på lägre nivåer för Adirondack Red Wings i American Hockey League (AHL) och Edmonton Oil Kings i Western Canadian Hockey League (WCHL).
Han draftades i andra rundan i 1972 års draft av Philadelphia Flyers som 23:e spelare totalt, som Bladon vann två raka Stanley Cup med för säsongerna 1973-1974 och 1974-1975.
Bladon är främst ihågkommen för en match mot Cleveland Barons, som ägde rum den 11 december 1977. I den matchen gjorde Bladon 4 mål och spelade fram till ytterligare 4. Detta var första gången i NHLs historia som en back gjorde 8 poäng i en och samma match. I den nämnda matchen hade Bladon dessutom en plus/minus-statistik på +10, vilket också är ett NHL-rekord.

## Statistik
| 1969–1970   | Edmonton Maple Leafs | AJHL        | 46  | 12 | 17  | 29  | 115 | —  | —  | —  | —  | —  |
| 1970–1971   | Edmonton Oil Kings   | WCHL        | 66  | 13 | 25  | 38  | 124 | 14 | 5  | 6  | 11 | 46 |
| 1971–1972   | Edmonton Oil Kings   | WCHL        | 65  | 11 | 44  | 55  | 90  | 16 | 6  | 7  | 13 | 10 |
| 1972–1973   | Philadelphia Flyers  | NHL         | 78  | 11 | 31  | 42  | 26  | 11 | 0  | 4  | 4  | 2  |
| 1973–1974   | Philadelphia Flyers  | NHL         | 70  | 12 | 22  | 34  | 37  | 16 | 4  | 6  | 10 | 25 |
| 1974–1975   | Philadelphia Flyers  | NHL         | 76  | 9  | 20  | 29  | 54  | 13 | 1  | 3  | 4  | 12 |
| 1975–1976   | Philadelphia Flyers  | NHL         | 80  | 14 | 23  | 37  | 68  | 16 | 2  | 6  | 8  | 14 |
| 1976–1977   | Philadelphia Flyers  | NHL         | 80  | 10 | 43  | 53  | 39  | 10 | 1  | 3  | 4  | 4  |
| 1977–1978   | Philadelphia Flyers  | NHL         | 79  | 11 | 24  | 35  | 57  | 12 | 0  | 2  | 2  | 11 |
| 1978–1979   | Pittsburgh Penguins  | NHL         | 78  | 4  | 23  | 27  | 64  | 7  | 0  | 4  | 4  | 2  |
| 1979–1980   | Pittsburgh Penguins  | NHL         | 57  | 2  | 6   | 8   | 35  | 1  | 0  | 1  | 1  | 0  |
| 1980–1981   | Edmonton Oilers      | NHL         | 1   | 0  | 0   | 0   | 0   | —  | —  | —  | —  | —  |
|             | Winnipeg Jets        | NHL         | 9   | 0  | 5   | 5   | 10  | —  | —  | —  | —  | —  |
|             | Detroit Red Wings    | NHL         | 2   | 0  | 0   | 0   | 2   | —  | —  | —  | —  | —  |
|             | Adirondack Red Wings | AHL         | 41  | 3  | 15  | 18  | 28  | 18 | 3  | 3  | 6  | 16 |
| NHL totalt  | NHL totalt           | NHL totalt  | 610 | 73 | 197 | 270 | 392 | 86 | 8  | 29 | 37 | 70 |
| AHL totalt  | AHL totalt           | AHL totalt  | 41  | 3  | 15  | 18  | 28  | 18 | 3  | 3  | 6  | 16 |
| WCHL totalt | WCHL totalt          | WCHL totalt | 131 | 24 | 69  | 93  | 214 | 30 | 11 | 13 | 24 | 56 |